# Colastes orientalis
Colastes orientalis är en stekelart som beskrevs av Sergey A. Belokobylskij 1998. Colastes orientalis ingår i släktet Colastes och familjen bracksteklar. Inga underarter finns listade i Catalogue of Life.